# La mansión (Howards End)
La mansión es una novela de E. M. Forster, publicada por primera vez en 1910, sobre convenciones sociales, códigos de conducta y relaciones en la Inglaterra de principios de siglo XX. Muchos consideran que es la obra maestra de Forster.  El libro fue concebido por Forster en junio de 1908, y trabajó en él durante todo el año siguiente, completándolo en julio de 1910. 
La historia gira en torno a tres familias: los Wilcox, ricos capitalistas con una fortuna hecha en las colonias; los hermanos Schlegel (Margaret, Helen y Tibby), medio alemanes, cuyas actividades culturales tienen mucho en común con el grupo de Bloomsbury; y los Bast, una pareja joven empobrecida de clase baja. Las idealistas e inteligentes hermanas Schlegel buscan ayudar a los Bast, que se encuentran en apuros, y librar a los Wilcox de algunos de sus prejuicios sociales y económicos profundamente arraigados.

## Trama
Los Schlegel se habían hecho amigos de los Wilcox, una familia rica y convencional, durante su estancia en Alemania. Helen Schlegel visita la casa de campo de los Wilcox, Howards End, donde se compromete con Paul Wilcox, pero pronto se arrepiente de la apresurada decisión y rompen el compromiso. En un concierto, Helen toma por error el paraguas de Leonard Bast y le deja la tarjeta de su hermana Margaret para que lo recupere.
Más tarde, los Wilcox se mudan a Londres y se convierten en vecinos de los Schlegel. Margaret se hace amiga de Ruth Wilcox, la matriarca de la familia, quien siente una profunda conexión con Howards End. Ruth, en su lecho de muerte, escribe una nota dejándole la casa a Margaret, pero su marido viudo Henry y sus hijos ocultan la herencia y queman la nota.
Leonard Bast, un empleado empobrecido, vive con una mujer llamada Jacky. Cuando Jacky aparece en la casa de los Schlegel buscando a su "marido", Helen queda desconcertada. Leonard explica la situación y los Schlegel conocen a Henry Wilcox, quien le aconseja a Leonard que deje su trabajo debido al inminente colapso de la empresa. La amistad de Margaret y Henry se convierte en un romance y se comprometen a pesar de la oposición de los hijos de Henry, que temen el reclamo de Margaret sobre Howards End.
Helen asiste a la boda de Evie Wilcox con Leonard y Jacky, quienes ahora están casados y se encuentran en una situación financiera desesperada. Henry reconoce a Jacky como su antigua amante y acusa a los Schlegel y Bast de conspirar contra él. Margaret, perturbada por la revelación, perdona a Henry y desea salvar su relación.
Helen desaprueba firmemente el maltrato de Henry hacia los Bast y pasa la noche con Leonard discutiendo su difícil situación. Más tarde, Helen confía en su hermano Tibby y decide enviar ayuda financiera a los Bast, pero Leonard devuelve el primer cheque y rechaza recibir más ayuda.
Después de su boda, Margaret se preocupa por los inquietos viajes de Helen. Cuando su tía Juley enferma, Margaret le pide a Helen que regrese a casa, pero Helen se niega a ver a la familia. Margaret y Henry visitan Howards End con la esperanza de sorprender a Helen y descubrir su embarazo secreto. Margaret apoya a su hermana e insta a Henry a que la perdone como ella lo ha perdonado a él, pero él no está convencido.
Leonard llega a Howards End al día siguiente, atormentado por su romance con Helen y sin darse cuenta de su presencia. Charles Wilcox ataca a Leonard, lo que hace que agarre una estantería que se derrumba y lo hiere fatalmente debido a una enfermedad cardíaca no diagnosticada. Margaret decide dejar a Henry, pero él revela que Charles será acusado de homicidio involuntario. Charles es declarado culpable y sentenciado a prisión.
Henry, abrumado por la vergüenza, acepta honrar el deseo de Ruth y dejar Howards End a Margaret. También estipula que, tras la muerte de Margaret, la propiedad pasará al hijo de Helen y Leonard. Helen regresa a Howards End y la familia les da una calurosa bienvenida a ella y a su hijo.

## Recepción
En 1998, la Biblioteca Moderna clasificó a La mansión en el puesto 38 de su lista de las 100 mejores novelas en inglés del siglo XX.
Una reseña del Manchester Guardian escrita el año de la publicación de la novela la elogió como "una novela de alta calidad escrita con lo que parece ser una brillantez de percepción femenina". 
Los críticos han descrito a La mansión como una “novela sobre la condición de Inglaterra” por su descripción de la pobreza y precariedad de la familia Bast, así como de los rápidos cambios en la estructura social y económica de Inglaterra en el período eduardiano.  La familia Wilcox representa al “nuevo rico” así como el capitalismo global con su propiedad de la Imperial and West African Rubber Company, mientras que las hermanas alemanas Schlegel representan a la “Nueva Mujer” educada y cosmopolita, y plantean cuestiones sobre el sufragio femenino. Los Wilcox posiblemente se inspiraron en los duros propietarios de la casa de la infancia de Forster,  mientras que las Schlegel se basaron libremente en Virginia Woolf y su hermana Vanessa Bell, quienes eran contemporáneas de Forster en el grupo de Bloomsbury, de mentalidad liberal y humanista. 
La casa del título, Howards End, “es un símbolo místico de la belleza y la gentileza de ese mundo que está desapareciendo rápidamente. La cuestión de quién será el propietario –para qué leer el futuro social de Inglaterra– domina el libro”.  Se encuentra en el campo, lejos de Londres, y tiene un inmenso valor sentimental para la señora Ruth Wilcox, quien amenaza la línea de herencia masculina cuando intenta dejar la casa a la recién amiga Margaret Schlegel tras su muerte. El mensaje central de la novela es su epígrafe, "Sólo conectar", un tema similar al de la novela Maurice de Forster, que también presenta relaciones entre clases. Al final, las tres familias se ven obligadas a una forma de reconciliación incómoda. La crítica Barbara Morden sostiene:
“En última instancia, es Leonard Bast, el campesino desarraigado y desposeído, quien demuestra ser la clave del patrón de conexión y el tema de la herencia de la novela. Es su bebé ilegítimo y el de Helen, un hijo de la naturaleza más que un 'Hijo del Imperio', nacido en el corazón de la antigua casa en una familia recién constituida, quien heredará Howards End, tal vez Inglaterra. 
Varios críticos también han evaluado la influencia de la homosexualidad encerrada de Forster en la novela. La crítica Vivian Gornick argumentó que la falta de experiencia romántica o sexual de Forster al momento de escribir “obsesiona” el libro: “Incapaz de lograr una experiencia emocional por sí mismo, pero impulsado a escribir sobre ello, adopta aquí la voz intelectualmente inteligente de un escritor que siente la importancia de lo que se esconde detrás de la tragedia de la vida, pero no sabe realmente de qué está hablando”. 

## Rooks Nest House

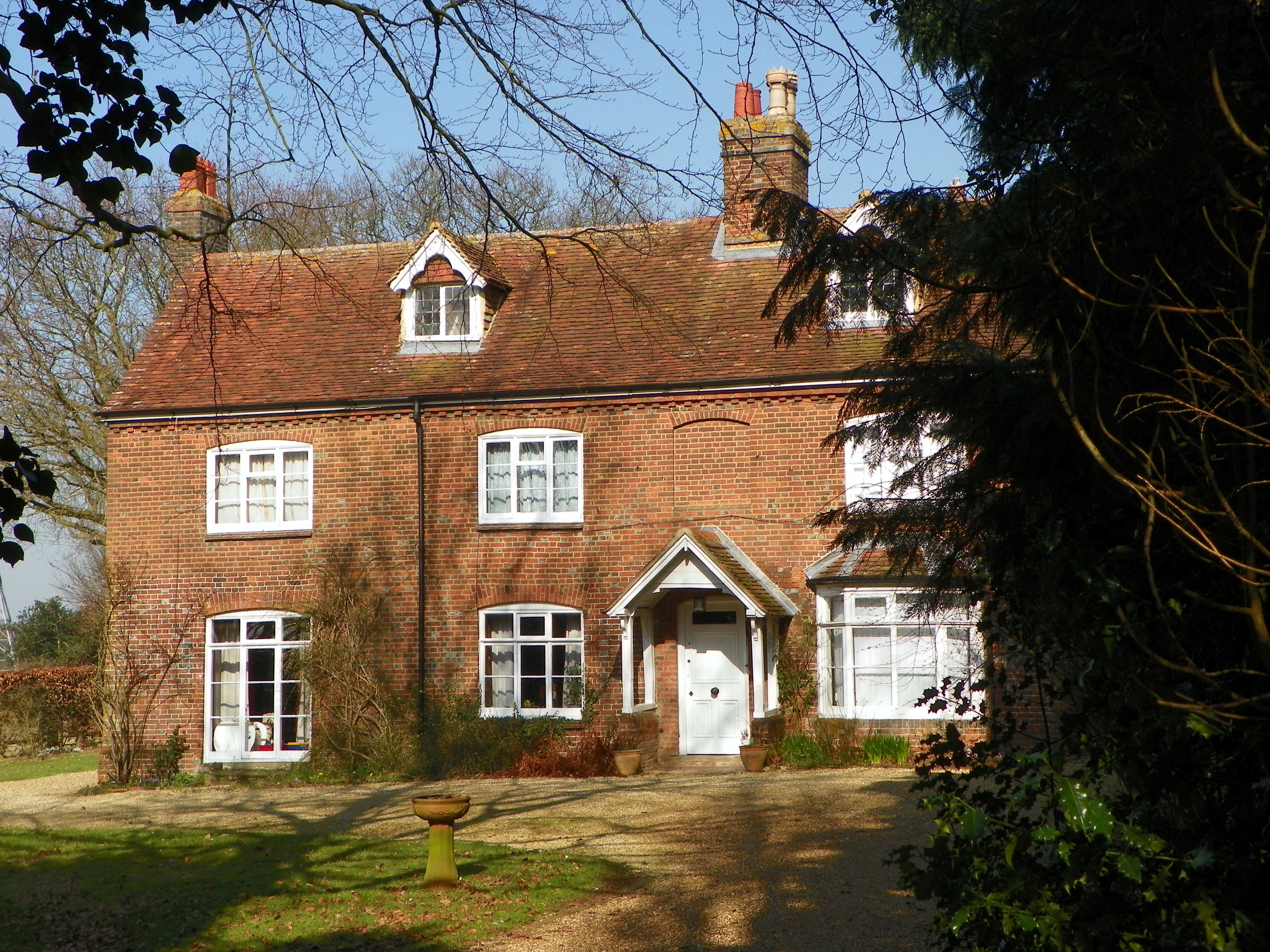
Rooks Nest House, Stevenage

Forster basó su descripción de la mansión en una casa en la aldea de Rooks Nest en Hertfordshire, el hogar de su infancia desde 1883 hasta 1893. La casa, conocida en la infancia de Forster como "Rooksnest" (Nido de los grajos), había sido, como en la novela, propiedad de una familia llamada Howard, y la casa en sí se había llamado "Howards" en su época.  Según su descripción en un apéndice de la novela, Rooks Nest era una aldea con una granja en Weston Road, en las afueras de Stevenage.  La casa está marcada en mapas modernos de  Ordnance Survey en la grid reference TL244267.

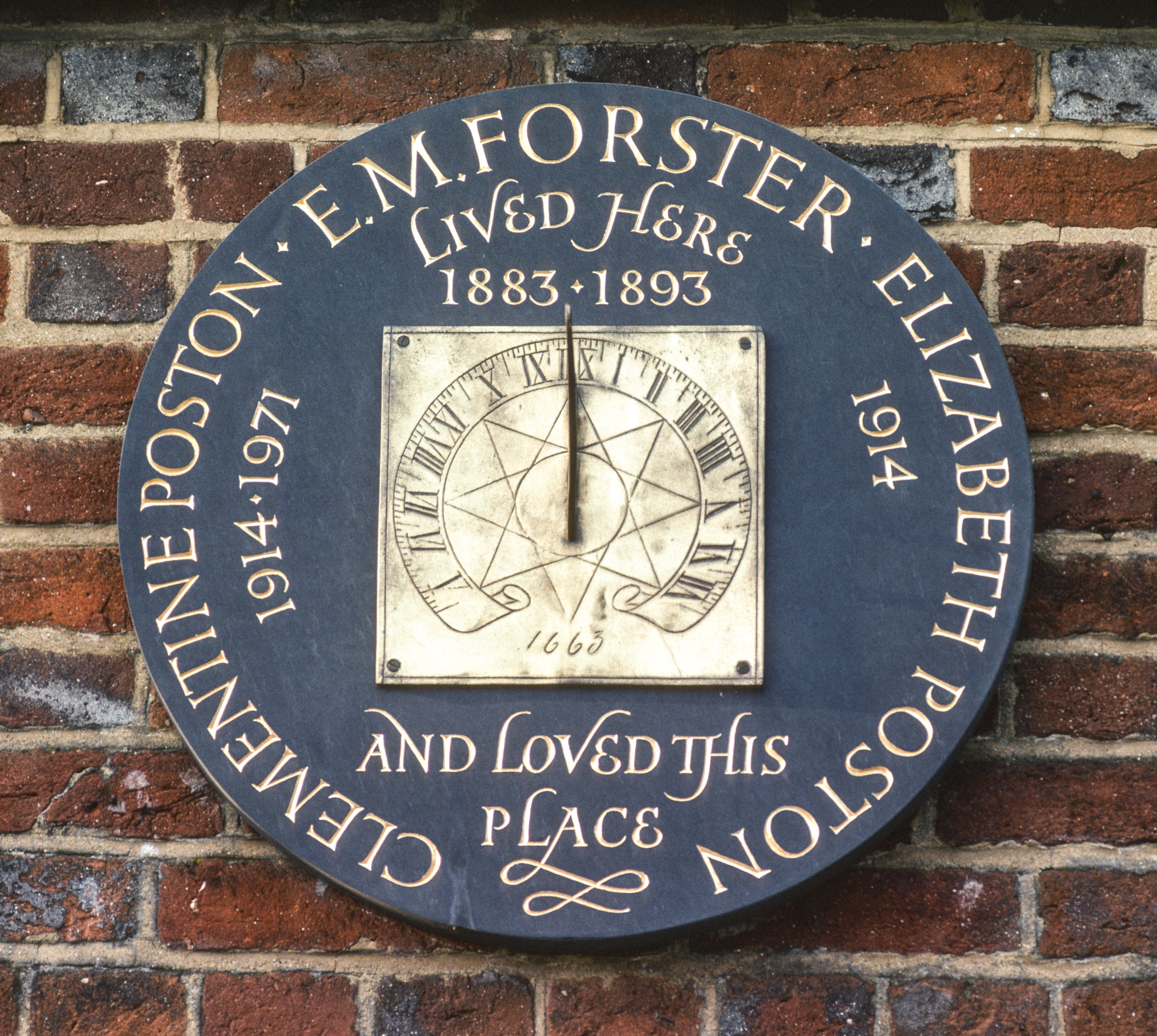
Placa en Rooks Nest, la antigua casa que sirvió de inspiración para La mansión en la novela de E. M. Forster.

El área al noroeste y al oeste de Rooks Nest House es la única tierra de cultivo que queda en Stevenage (el área al este de la casa ahora comprende el vecindario de St Nicholas de la ciudad). El paisaje fue denominado "país de Forster" en una carta dirigida a The Times firmada por varias figuras literarias, publicada el 29 de diciembre de 1960. La carta fue escrita en respuesta a dos órdenes de compra obligatoria realizadas por Stevenage Development Corporation, y expresó la esperanza de que 200 acres del campo alrededor de la casa pudieran preservarse como uno de los últimos lugares de belleza dentro de las 30 millas de Londres y "porque es el país Forster de Howards End".  En 1979, el centenario del nacimiento del autor, los planificadores locales nombraron oficialmente el área Forster Country después de los esfuerzos de un grupo de campaña, los Amigos del Forster Country, cuyo objetivo era preservar para las generaciones futuras el paisaje que Forster conocía..   En 1997, la diputada de Stevenage, Barbara Follett, inauguró una escultura que marca la conexión de Forster con el área junto al cementerio de San Nicolás.  En septiembre de 2017 se puso a la venta la casa Rooks Nest.  
Wickham Place, la casa londinense de las hermanas Schlegel, fue demolida para dar paso a un bloque de viviendas; no tenía una contraparte directa en el mundo real. La concepción de Forster se debe en gran medida al número 1 de All Souls Place, donde vivían las hermanas de Goldsworthy Lowes Dickinson.  

## Adaptaciones

### Literatura
On Beauty , una novela de 2005 de Zadie Smith, está basada libremente en La mansión y fue escrita como un homenaje a Forster. 

### Teatro
Una adaptación teatral de Lance Sieveking y Cottrell se representó en 1967 durante una gira y en el New Theatre de Londres, con Gwen Watford, Gemma Jones, Michael Goodliffe, Joyce Carey y Andrew Ray en el reparto. Forster cooperó en la producción.
The Inheritance es una obra de teatro en dos partes de Matthew López, que se inspira en la novela de Forster para retratar a la generación que vino después del apogeo de la crisis del sida, abordando la vida de un joven gay en Nueva York.  La obra se estrenó el 2 de marzo de 2018 en Young Vic y luego se trasladó al West End en el Teatro Noël Coward.  La producción ganó cuatro premios Olivier, incluido el de Mejor Obra.  La obra se estrenó en Broadway en el Ethel Barrymore Theatre en septiembre de 2019. 

### Televisión
En 1970 se emitió una adaptación televisiva británica de la novela de la serie Obra del mes de la BBC y fue protagonizada por Leo Genn, Sarah-Jane Gwillim y Glenda Jackson. 
En noviembre de 2017, la BBC transmitió una adaptación en cuatro partes de Kenneth Lonergan. Fue una coproducción con la emisora estadounidense Starz.  

### Cine
Una versión cinematográfica realizada en 1992 está protagonizada por Emma Thompson, Vanessa Redgrave, Helena Bonham Carter, Anthony Hopkins y Samuel West. La película fue nombrada Mejor Película por los BAFTA en 1992 y ganó el Premio del 45º Aniversario en el Festival de Cine de Cannes. En la 65ª edición de los Premios de la Academia, la película ganó tres premios de la Academia por películas estrenadas en 1992: Thompson a la mejor actriz, Luciana Arrighi a la mejor dirección artística y Ruth Prawer Jhabvala al mejor guion basado en material previamente producido o publicado. También estuvo nominada al Premio de la Academia a la Mejor Película. 

### Radio
En 2009, se transmitió en BBC Radio 4 una adaptación en dos partes de Amanda Dalton, con John Hurt como narrador, Lisa Dillon como Margaret Schlegel, Jill Cardo como Helen Schlegel, Tom Ferguson como Tibby Schlegel, Alexandra Mathie como tía Juley, Malcolm Raeburn como Henry Wilcox, Ann Rye como Ruth Wilcox y Joseph Kloska como Charles Wilcox. 

### Ópera
La ópera Howards End, America (2016) de Allen Shearer, con libreto de Claudia Stevens, traslada la acción al Boston de los años cincuenta.  La adaptación se analiza en el artículo de Stevens "Page to Stage: A New Opera, Howards End, America " en el Polish Journal of English Studies. 